# Städteverband Schleswig-Holstein
Im Städteverband Schleswig-Holstein arbeiten zwei kommunale Landesverbände zusammen: Der Städtebund Schleswig-Holstein und der Städtetag Schleswig-Holstein. Der Städteverband Schleswig-Holstein (ein nicht rechtsfähiger Verein) fungiert hierbei als Dachverband beider Verbände und setzt sich für ihre kommunalen Interessen ein.
Alle drei Verbände sind privatrechtlich organisiert, da eine öffentlich-rechtliche Organisationsform sie der Aufsicht des Staates unterworfen hätte. Das ist mit ihrem Selbstverständnis als selbstständiger Sachwalter der Städte in der politischen Diskussion nicht zu vereinbaren.
Der Städteverband Schleswig-Holstein repräsentiert über seine Mitglieder mehr als 1,5 Mio. Menschen, das entspricht ca. 55 % der Gesamtbevölkerung Schleswig-Holsteins. Die Arbeit des Städteverbandes Schleswig-Holstein tangiert fast alle Bereiche des öffentlichen Lebens. Als Gesprächspartner von Landtag und Landesregierung hat er ein besonderes Augenmerk auf alle Themen, die das Recht der kommunalen Selbstverwaltung berühren. Zudem vertritt der Städteverband Schleswig-Holstein die Interessen seiner Mitglieder gegenüber anderen Vereinen und Organisationen und bietet eine Plattform für den Meinungs- und Erfahrungsaustausch. Der Städteverband Schleswig-Holstein ist Mitglied im Deutschen Städtetag und im Deutschen Städte- und Gemeindebund. Er hat eine Geschäftsstelle mit Sitz in der Landeshauptstadt Kiel.

## Geschichte
Der Städtebund Schleswig-Holstein und der Städtetag Schleswig-Holstein arbeiten seit 1972 auf vertraglicher Grundlage im Städteverband Schleswig-Holstein zusammen.
Im Jahr 1996 wurden die Geschäftsstellen des Städtebundes und des Städtetages Schleswig-Holstein zu einer gemeinsamen Geschäftsstelle zusammengeführt und im Jahr 1998 wurde für beide Verbände auch eine gemeinsame Haushaltsführung eingeführt. Durch Beschlüsse beider Vorstände wurde am 27. März 2003 bzw. am 2. Juni 2003 mit entsprechenden Satzungsänderungen die Gründung des Städteverbandes Schleswig-Holstein beschlossen.

## Mitglieder

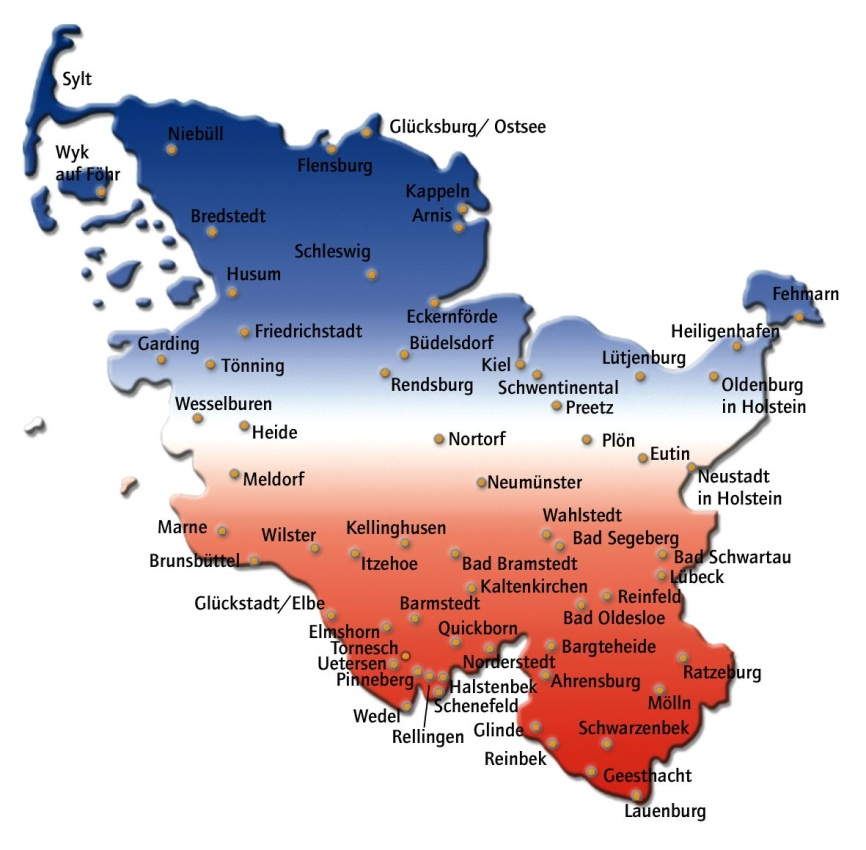
Mitglieder des Städteverbandes Schleswig-Holstein

Als Dachverband der beiden Vereine Städtebund Schleswig-Holstein und Städtetag Schleswig-Holstein repräsentiert der Städteverband Schleswig-Holstein die Städte in Schleswig-Holstein sowie die Gemeinden Halstenbek, Sylt und Rellingen.
Folgende Mitglieder zählen zum Städteverband Schleswig-Holstein:

### Städtebund Schleswig-Holstein
Der Städtebund Schleswig-Holstein ist der kommunale Landesverband der kreisangehörigen Städte und der Gemeinden Halstenbek und Sylt. Außerordentliche Mitglieder sind die Gemeinde Rellingen und der Zweckverband Südstormarn. Der Städtebund Schleswig-Holstein versteht sich als eigenständiger Sachverwalter der kreisangehörigen Städte.

### Städtetag Schleswig-Holstein
Der Städtetag Schleswig-Holstein ist der kommunale Landesverband der vier kreisfreien Städte Flensburg, Kiel, Lübeck und Neumünster.

## Arbeitsfelder
Die Arbeit der kommunalen Verwaltungen ist vielfältig. So steht der Städteverband Schleswig-Holstein seinen Mitgliedern in allen Bereichen beratend zur Seite und bietet eine umfassende Unterstützung. Die Arbeitsfelder des Verbandes gliedern sich schwerpunktmäßig in folgende Bereiche:
- Inneres, Kommunalverfassung & Wirtschaft
- Bildung, Finanzen & Bauen
- E-Government, Soziales & Umwelt
- Europa, Personal & Recht

## Organisation

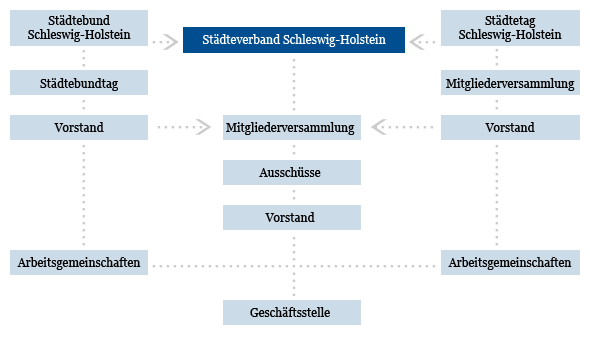
Aufbau des Städteverbandes Schleswig-Holstein

Die Mitgliederversammlung des Städteverbandes Schleswig-Holstein besteht aus dem Vorstand des Städtebundes Schleswig-Holstein und dem Vorstand des Städtetages Schleswig-Holstein.
Die Vorstände beider Verbände entscheiden über die ihnen satzungsmäßig zugeordneten Aufgaben, soweit sie nicht den Mitgliederversammlungen vorbehalten sind.
Der Vorstand des Städteverbandes Schleswig-Holstein besteht aus den Vorsitzenden und stellvertretenden Vorsitzenden des Städtebundes Schleswig-Holstein und des Städtetages Schleswig-Holstein.

### Vorstand des Städtebundes Schleswig-Holstein
Die Zusammensetzung des Vorstandes und der Fachausschüsse soll das Ergebnis der Kommunalwahl im Verbandsbereich widerspiegeln. Auf Antrag müssen Vorstand und Fachausschüsse daher nach dem Auszählungsverfahren nach Sainte-Laguë/Schepers (unter Berücksichtigung der Anzahl der Kommunalwahlmandate in den Mitgliedskörperschaften) gebildet werden. Dem Vorstand gehören satzungsgemäß zwölf Personen und der Geschäftsführer an. Der Vorstand führt den Verband. Er tagt nach Bedarf, in der Regel fünfmal jährlich. Er wird von dem von der Mitgliederversammlung gewählten Vorsitzenden geleitet.

### Vorstand des Städtetages Schleswig-Holstein
Dem Vorstand gehören die Oberbürgermeister/Bürgermeister und die vier Stadtpräsidenten der kreisfreien Städte, zwei weitere Vertreter der Städte Kiel und Lübeck, sowie ohne Stimmrechte die vier Vorsitzenden der Fachausschüsse des Städtetages Schleswig-Holstein und der Geschäftsführer an.
Der Vorstand entscheidet über die ihm satzungsgemäß zugeordneten Aufgaben sowie über alle Angelegenheiten, die keiner Behandlung in der Mitgliederversammlung bedürfen. Der Vorstand tagt nach Bedarf, in der Regel fünfmal jährlich.

### Fachausschüsse
Zur Beratung und Unterstützung in einzelnen Aufgabenbereichen gibt es vier gemeinsame Fachausschüsse des Städtebundes und des Städtetages Schleswig-Holstein, die sich aus jeweils 32 haupt- und ehrenamtlichen Vertreterinnen und Vertretern der Mitglieder zusammensetzen:
- Rechts- und Verfassungsausschuss
- Ausschuss für Bildung und Soziales
- Ausschuss für Städtebau und Umwelt
- Ausschuss für Wirtschaft und Finanzen

Die Beratungen der Fachausschüsse münden ein in die der Vorstände, denen die abschließende Antwort auf alle politischen und verbandspolitisch wesentlichen Fragen vorbehalten bleibt.
Darüber hinaus liefern eine Reihe von Arbeitsgemeinschaften Grundlagen für die weitere Verbandsarbeit. Die Arbeitsgemeinschaften des Städteverbandes Schleswig-Holstein widmen sich in ihren Verwaltungsfachbesprechungen vornehmlich dem Erfahrungs- und Informationsaustausch der hauptamtlichen Vertreter der Mitglieder.
Die Ergebnisse der Besprechungen tragen dazu bei, dass die in den einzelnen Städten zu treffenden Entscheidungen in Kenntnis der Überlegungen und in Einzelfällen auch der bereits gesammelten Erfahrungen in den Städten des Landes getroffen werden. Sie dienen der Vermeidung von Mehrarbeit, vereinfachen die Verfahren in der Verwaltung und sind entscheidende Schritte auf dem Weg zum Ziel, kommunale Verwaltung für die Bürger als Einheit erkennbar zu machen.

## Finanzierung
Sowohl der Städtebund als auch der Städtetag Schleswig-Holstein erhalten keine Zuwendungen des Landes oder des Bundes. Der Städtebund Schleswig-Holstein finanziert sich durch Mitgliederbeiträge. Die Finanzierung des Städtetags Schleswig-Holstein erfolgt durch ein Umlagesystem seiner Mitglieder.